# Dytmarów
Dytmarów (niem. Dittersdorf, cz. Potěkrby) – wieś w Polsce, położona w województwie opolskim, w powiecie prudnickim, w gminie Lubrza. Historycznie leży na Górnym Śląsku, na ziemi prudnickiej. Położona jest na terenie Obniżenia Prudnickiego, będącego częścią Niziny Śląskiej, u podnóży Gór Opawskich. Przepływa przez nią rzeka Prudnik.
W latach 1975–1998 miejscowość należała administracyjnie do ówczesnego województwa opolskiego.
Według danych na 31 grudnia 2013 r. wieś była zamieszkana przez 511 osób.

## Geografia

### Położenie
Wieś jest położona w południowo-zachodniej Polsce, w województwie opolskim, około 1,5 km od granicy z Czechami, we wschodniej części Obniżenia Prudnickiego, u podnóży Gór Opawskich. Należy do Euroregionu Pradziad. Przez granice administracyjne wsi przepływa rzeka Prudnik. Leży na wysokości 286 m n.p.m. W centrum znajduje się kościół pw. św. Katarzyny Aleksandryjskiej. Dytmarów należy do tzw. trójwsi, na którą składają się jeszcze Krzyżkowice oraz Skrzypiec.

### Środowisko naturalne
W Dytmarowie panuje klimat umiarkowany ciepły. Średnia temperatura roczna wynosi +8,1 °C. Duże zróżnicowanie dotyczy termicznych pór roku. Średnie roczne opady atmosferyczne w rejonie Dytmarowa wynoszą 624 mm. Dominują wiatry zachodnie.

## Nazwa
W kronice łacińskiej Liber fundationis episcopatus Vratislaviensis (pol. Księga uposażeń biskupstwa wrocławskiego) spisanej w latach 1295–1305 miejscowość wymieniona jest w zlatynizowanej formie Dithmari villa. W wydaniu śląskiego dziennika „Polonia” z 25 lutego 1929 wydawanego przez Wojciecha Korfantego, obok niemieckiej nazwy wsi zapisano używaną przez Polaków nazwę Pociękarb. 12 listopada 1946 r. nadano miejscowości polską nazwę Dytmarów.
W historycznych dokumentach nazwę miejscowości wzmiankowano w różnych językach oraz formach: Dithmari villa (ok. 1300), Ditrichsdorf (1302), villa Theodorici (1321), Teodorici villa (1331), Ditrichsdorff (1384), Ditirsdorf (1484), Dytrychsdorf (1486), in Potiekarwi (1489), Potiekarni (1528), Dietmersdorff (1534), Potiekar (1583), Dittersdorff (1596), Dieterssdorff (1597), Dittersdorf (1784), Dytmarów, niem. Dittersdorf (1881), Dittersdorf (Dytrychowice) (1900), Dittersdorf – Dytmarów, -a, dytmarowski (1946), Dytmarów, -rowa (1980).

## Historia

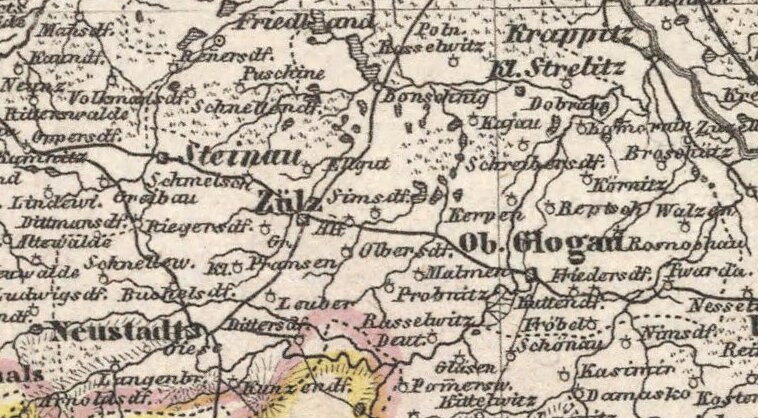
Dytmarów (Dittersdf.) wśród miejscowości ziemi prudnickiej na mapie z 1849

Podczas wykopalisk prowadzonych przez Muzeum Ziemi Prudnickiej w latach 60. XX wieku w Dytmarowie odkryto neolityczny topór (ok. 4000–1700 lat p.n.e.) i cmentarzysko z okresu kultury łużyckiej (ok. 1000 lat p.n.e.). Znaleziono również gliniane krążki, ptaki i swastyki, wskazujące na kult słońca.

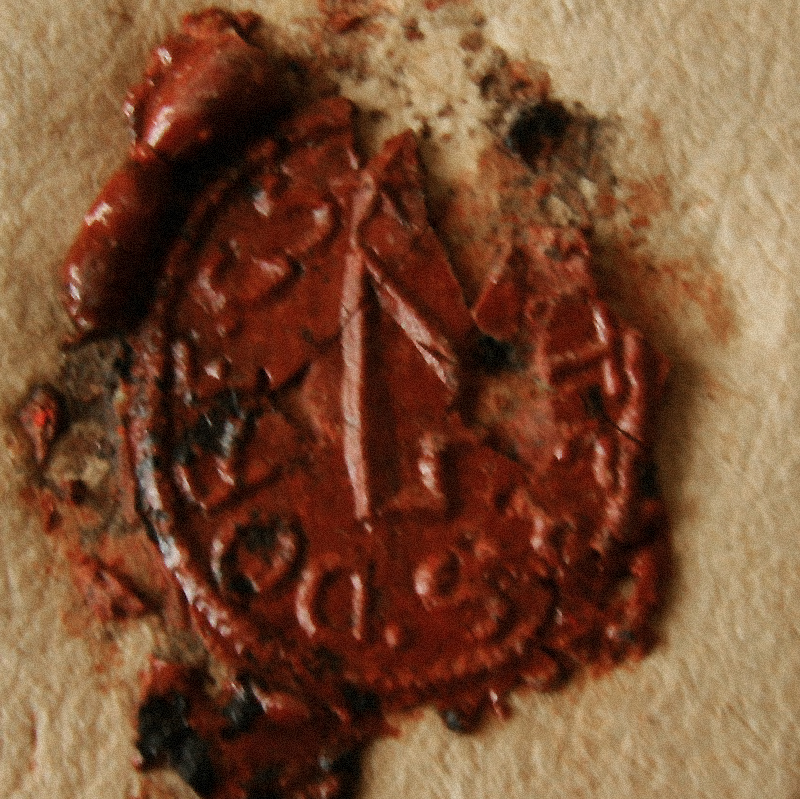
Pieczęć Dytmarowa (1723)

Wieś wzmiankowana po raz pierwszy była w 1284 jako villa Ditmari. Lokowana na prawie niemieckim w 1302 jako jedna z największych wówczas wsi w okolicy, liczyła więcej niż 20 kmieci i zagrodników. Genetyczne siedlisko wsi usytuowano na skraju doliny rzeki Prudnik. Według dokumentu wystawionego w 1302 w Prudniku przez Henryka z Rożemberka, Rudiger kupił sołectwo w Dytmarowie od Arnolda von Kozhenn (Koczem). Pierwsza wzmianka o kościele w Dytmarowie pochodzi z 1331. W średniowieczu przebiegała tędy droga z Nysy do Opawy.
W XV wieku właścicielem sołectwa był M. Rorich, a następnie Mikołaj z Szybowic i jego córka Walpuria. W 1562 Rada Miejska Prudnika wzięła Dytmarów w zastaw, a w 1597 nabyła go na własność od cesarza Rudolfa II Habsburga. Wchodził w skład dóbr zamku w Prudniku. Około XVI–XVII wieku na południowo-zachodnim krańcu wsi, przy drodze do Skrzypca, powstał zespół zabudowy folwarcznej.

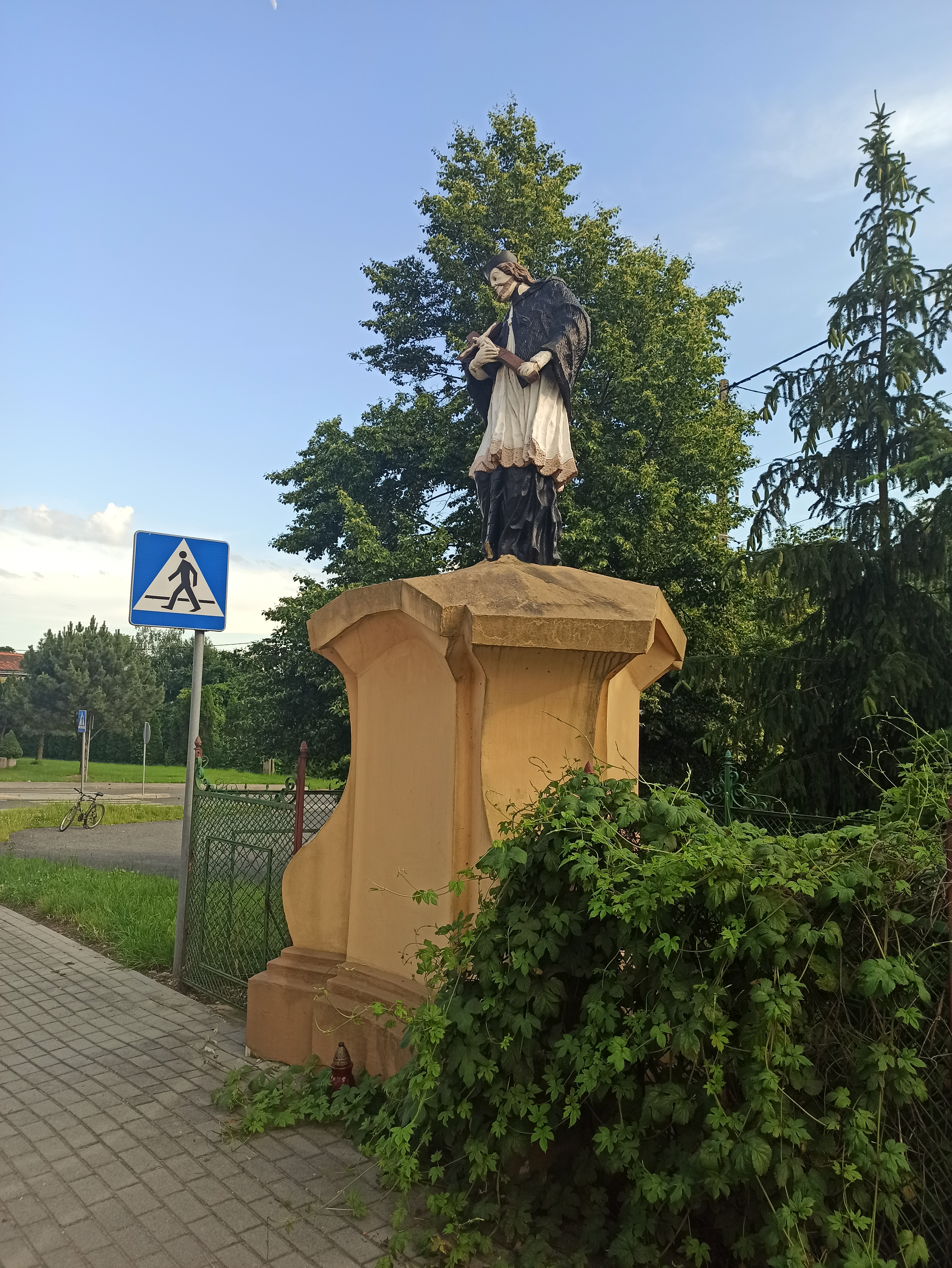
Figura św. Jana Nepomucena

W czasie wojny trzydziestoletniej w Dytmarowie obozowała kawaleria księstwa cieszyńskiego. 23 lipca 1690 od uderzenia pioruna w wieżę kościoła wybuchł pożar, w wyniku którego w ciągu godziny spłonęła cała wieś oprócz plebanii. Do 1742 wieś należała do powiatu sądowego prudnickiego w Monarchii Habsburgów. Po I wojnie śląskiej znalazła się w granicach Królestwa Prus i weszła w skład powiatu prudnickiego w prowincji Śląsk. W XVIII wieku naprzeciwko kościoła wzniesiono figurę św. Jana Nepomucena. Wieś posiadała swoją własną pieczęć, która przedstawiała w polu lemiesz pługa w słup pomiędzy dwoma ostrzami kosy, a w otoku napis: GEMEINDE DITTERSDORF / NEUSTÄDTER KREIS (pol. Gmina Dytmarów / Powiat Prudnicki).

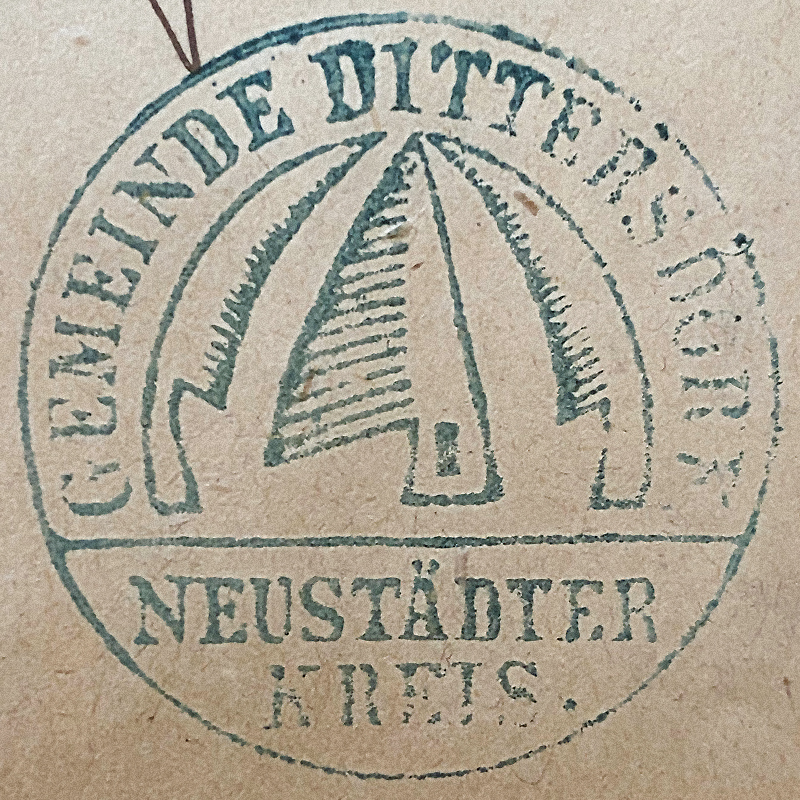
Pieczęć Dytmarowa (1880)

W wieku XIX i XX wieś rozwijała się wzdłuż dróg na kierunku zachodnim i wschodnim. W wyniku pożaru w 1857 we wsi spłonęło 130 budynków. W tymże roku w stylu neogotyckim został zbudowany obecny kościół św. Katarzyny. W XIX wieku w Dytmarowie funkcjonował młyn wodny. W 1876 otwarto linię kolejową na północ od Dytmarowa. Przystanek kolejowy w Dytmarowie został wybudowany w latach 1905–1907. Rozebrano go w latach 90. XX wieku.

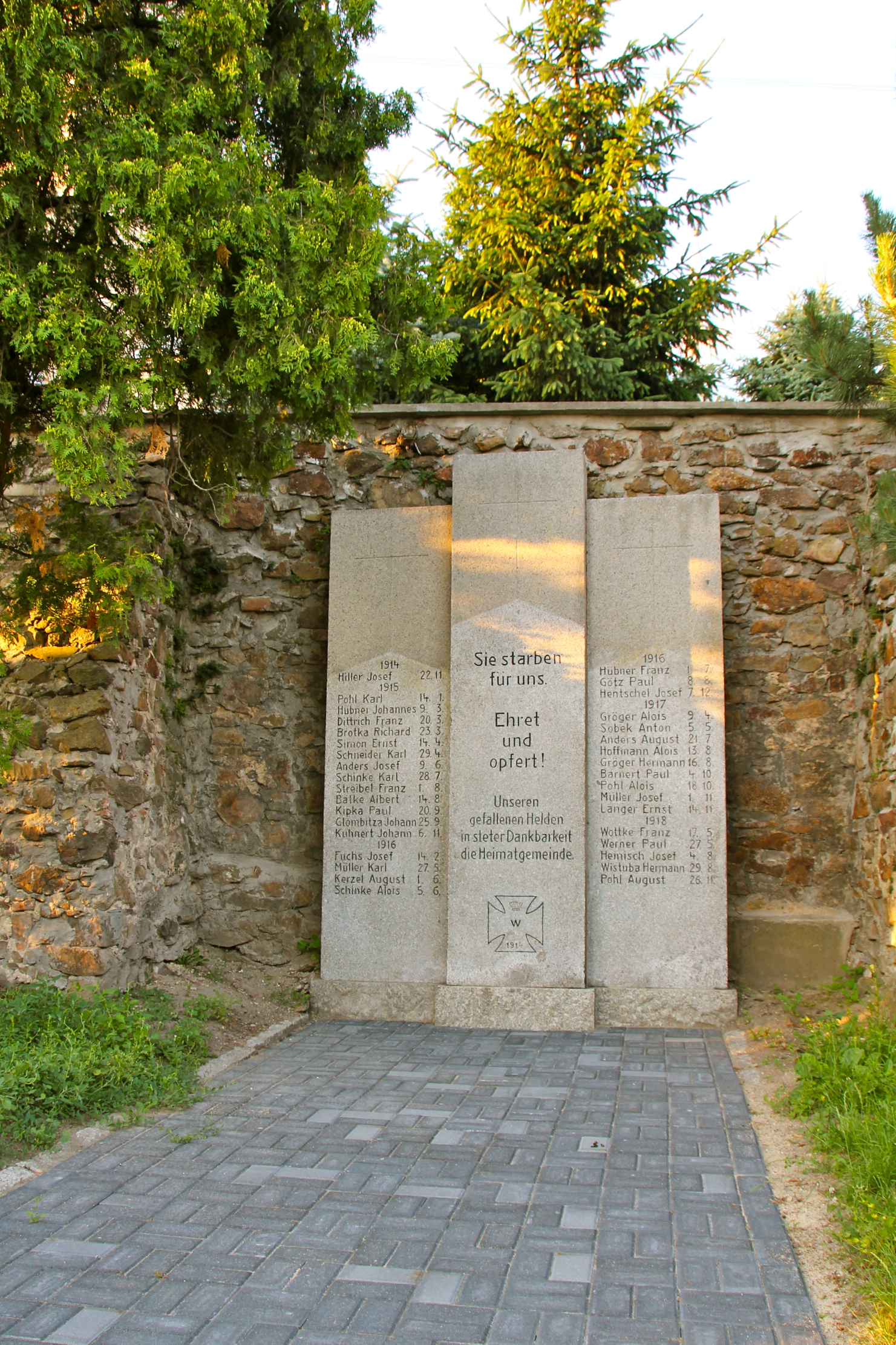
Pomnik poległych w I wojnie światowej

Według spisu ludności z 1 grudnia 1910, na 797 mieszkańców Dytmarowa 755 posługiwało się językiem niemieckim, 39 językiem polskim, a 3 było dwujęzycznych. W 1921 w zasięgu plebiscytu na Górnym Śląsku znalazła się tylko część powiatu prudnickiego. Dytmarów znalazł się po stronie zachodniej, poza terenem plebiscytowym. W latach 20. XX wieku powstał pomnik upamiętniający 35 mieszkańców wsi, którzy zginęli podczas I wojny światowej. Został umieszczony w kamiennym murze kościelnym.
W okresie II wojny światowej, mieszkańcy Dytmarowa otrzymali nakaz ewakuacji tuż przed nadejściem frontu, kiedy okoliczne drogi były zatłoczone kolumnami uciekinierów z innych miejscowości. Armia Czerwona wkroczyła do Dytmarowa 22 marca 1945 w ramach operacji górnośląskiej. Czerwonoarmiści dopuszczali się morderstw, gwałtów i rabunków we wsi.
Od marca do maja 1945 powiat prudnicki znajdował się pod kontrolą radzieckiej komendantury wojskowej. 11 maja 1945 polska administracja przejęła władzę cywilną w powiecie prudnickim. Wówczas w Dytmarowie została osiedlona część polskich osadników z Małopolski. Niemieckojęzyczna ludność została wysiedlona na zachód w 1946. W Dytmarowie pozostała jedna rodzina autochtoniczna.
W latach 1945–1950 Dytmarów należał do województwa śląskiego, a od 1950 do województwa opolskiego. W latach 1945–1954 wieś należała do gminy Lubrza, w latach 1954–1961 była siedzibą gromady Dytmarów, a w latach 1961–1972 należała do gromady Lubrza.
W latach 1945–1959 stacjonowała tu strażnica Wojsk Ochrony Pogranicza, która w 1959 została przeniesiona do Krzyżkowic. W 1946 Maria Pachutowa i Maria Wnęk założyły w Dytmarowie pierwsze w powiecie prudnickim koło gospodyń wiejskich. W 1949 we wsi znajdowały się między innymi: szkoła podstawowa prowadzona przez Inspektorat Szkolny w Prudniku, średnia szkoła rolnicza, sklep towarów mieszanych, kotlarz, krawiec, stolarz. Powstała rolnicza spółdzielnia produkcyjna.
3 lutego 1985 w Dytmarowie doszło do zderzenia parowozu Pt47 z ciągnikiem RSP. 2 osoby zginęły na miejscu, a 1 osoba została ciężko ranna (mężczyzna trafił w śpiączkę, zmarł kilka lat później).

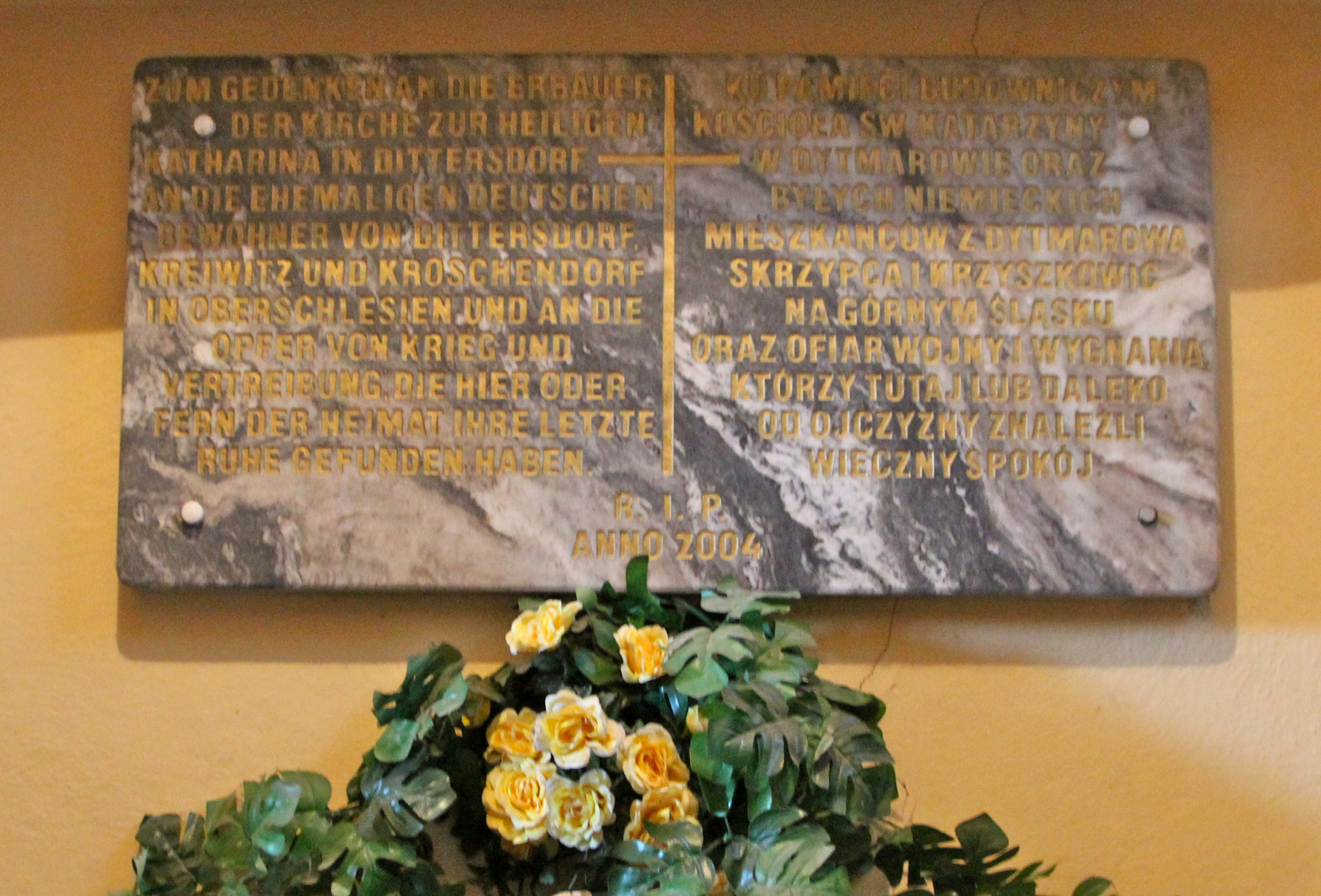
Tablica upamiętniająca dawnych mieszkańców

W 2004 na ścianie kościoła w Dytmarowie zamontowano dwujęzyczną tablicę upamiętniającą budowniczych kościoła, „byłych niemieckich mieszkańców z Dytmarowa, Skrzypca i Krzyszkowic” oraz ofiary „wojny i wygnania, którzy tutaj lub daleko od ojczyzny znaleźli wieczny spokój”. W 2007 Dytmarów przystąpił do Programu Odnowy Wsi Opolskiej. 6 listopada 2011 ponownie poświęcono pomnik poległych w I wojnie światowej, zamalowany cementem w 1945, odrestaurowany w 2011 przez mieszkańców wsi, radę sołecką i koło Mniejszości Niemieckiej.

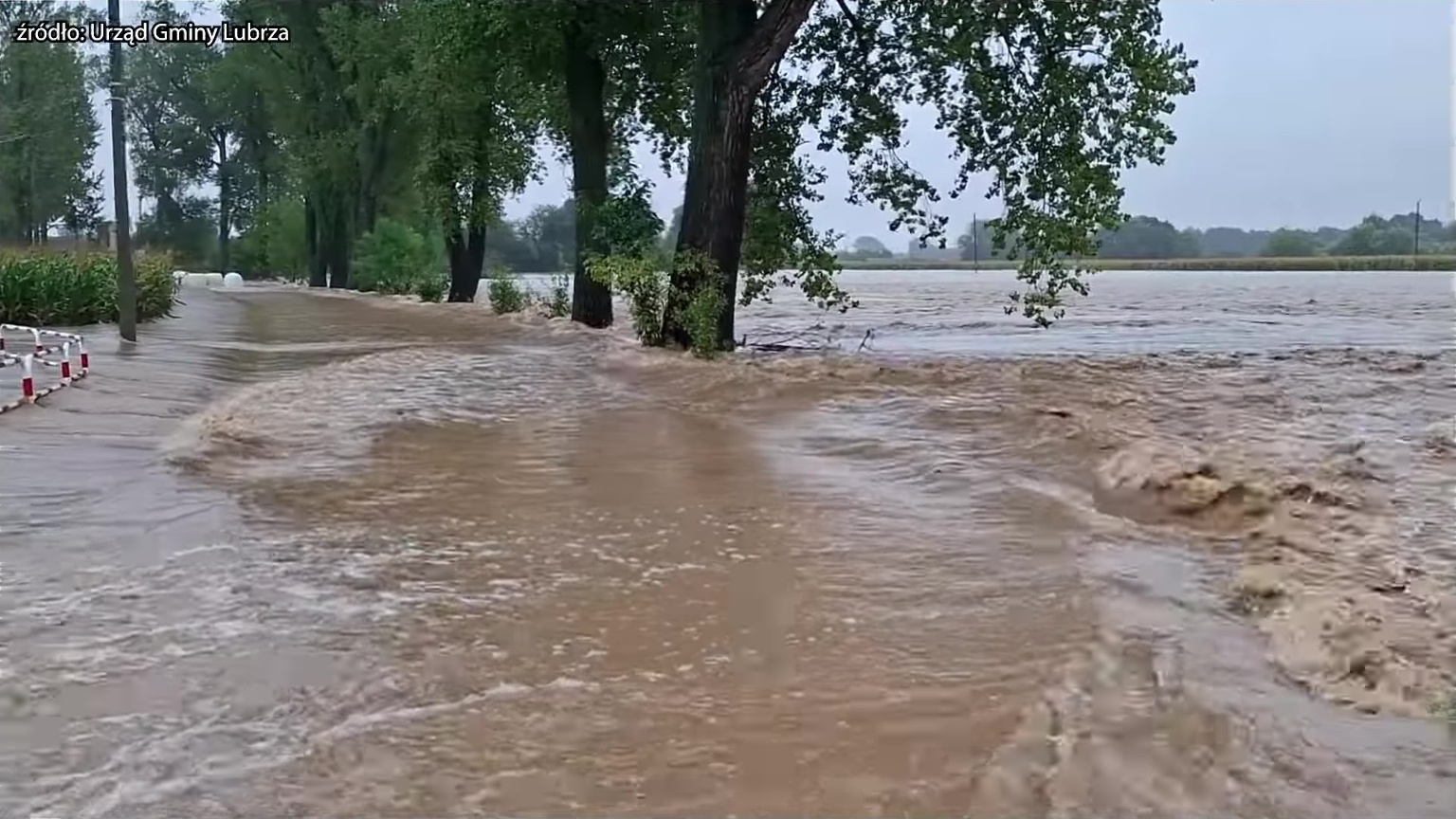
Wjazd do Dytmarowa zalany podczas powodzi w 2024

Podczas powodzi 14 września 2024 w Dytmarowie woda z rzeki Prudnik zalała drogę do Skrzypca, pola uprawne oraz boisko piłkarskie. Domy we wsi zostały podtopione.

### Przynależność państwowa i administracyjna
| Okres     |                                                                                | Państwo                           | Zwierzchnictwo                    | Jednostka administracyjna                                                |
| --------- | ------------------------------------------------------------------------------ | --------------------------------- | --------------------------------- | ------------------------------------------------------------------------ |
| 1284–1337 |                                                                                | Królestwo Czech                   | Królestwo Czech                   | Morawy, ziemia prudnicka                                                 |
| 1337–1382 |                                                                                | Księstwo niemodlińskie            | Księstwo niemodlińskie            |                                                                          |
| 1382–1424 |                                                                                | Księstwo niemodlińsko-strzeleckie | Księstwo niemodlińsko-strzeleckie |                                                                          |
| 1424–1460 |                                                                                | Księstwo głogówecko-prudnickie    | Księstwo głogówecko-prudnickie    |                                                                          |
| 1460–1521 |                                                                                | Księstwo opolskie                 | Księstwo opolskie                 |                                                                          |
| 1521–1532 |                                                                                | Księstwo opolsko-raciborskie      | Księstwo opolsko-raciborskie      | księstwo opolskie                                                        |
| 1532–1742 | Monarchia Habsburgów                                                           | Monarchia Habsburgów              | Święte Cesarstwo Rzymskie         | księstwo opolsko-raciborskie, powiat sądowy prudnicki                    |
| 1742–1806 |                                                                                | Królestwo Prus                    | Święte Cesarstwo Rzymskie         | kamera wrocławska, departament wrocławski, powiat prudnicki              |
| 1806–1815 |                                                                                | Królestwo Prus                    | Królestwo Prus                    | kamera wrocławska, departament wrocławski, powiat prudnicki              |
| 1815–1871 | prowincja Śląsk, rejencja opolska, powiat prudnicki                            | Królestwo Prus                    | Królestwo Prus                    |                                                                          |
| 1871–1918 | Cesarstwo Niemieckie                                                           | Cesarstwo Niemieckie              | Cesarstwo Niemieckie              | Królestwo Prus, prowincja Śląsk, rejencja opolska, powiat prudnicki      |
| 1918–1919 |                                                                                | Republika Weimarska               | Republika Weimarska               | Wolne Państwo Prusy, prowincja Śląsk, rejencja opolska, powiat prudnicki |
| 1919–1933 | Wolne Państwo Prusy, prowincja Górny Śląsk, rejencja opolska, powiat prudnicki | Republika Weimarska               | Republika Weimarska               |                                                                          |
| 1933–1938 | Wolne Państwo Prusy, prowincja Górny Śląsk, rejencja opolska, powiat prudnicki | III Rzesza                        | III Rzesza                        | III Rzesza                                                               |
| 1938–1941 | Wolne Państwo Prusy, prowincja Śląsk, rejencja opolska, powiat prudnicki       | III Rzesza                        | III Rzesza                        | III Rzesza                                                               |
| 1941–1945 | Wolne Państwo Prusy, prowincja Górny Śląsk, rejencja opolska, powiat prudnicki | III Rzesza                        | III Rzesza                        | III Rzesza                                                               |
| 1945–1946 |                                                                                | Rzeczpospolita Polska             | Rzeczpospolita Polska             | Okręg I (Śląsk Opolski)                                                  |
| 1946–1950 | województwo śląskie, powiat prudnicki, gmina Lubrza                            | Rzeczpospolita Polska             | Rzeczpospolita Polska             |                                                                          |
| 1950–1952 | województwo opolskie, powiat prudnicki, gmina Lubrza                           | Rzeczpospolita Polska             | Rzeczpospolita Polska             |                                                                          |
| 1952–1954 | województwo opolskie, powiat prudnicki, gmina Lubrza                           |                                   | Polska Rzeczpospolita Ludowa      | Polska Rzeczpospolita Ludowa                                             |
| 1954–1961 | województwo opolskie, powiat prudnicki, gromada Dytmarów                       |                                   | Polska Rzeczpospolita Ludowa      | Polska Rzeczpospolita Ludowa                                             |
| 1961–1973 | województwo opolskie, powiat prudnicki, gromada Lubrza                         |                                   | Polska Rzeczpospolita Ludowa      | Polska Rzeczpospolita Ludowa                                             |
| 1973–1975 | województwo opolskie, powiat prudnicki, gmina Lubrza                           |                                   | Polska Rzeczpospolita Ludowa      | Polska Rzeczpospolita Ludowa                                             |
| 1975–1989 | województwo opolskie, gmina Lubrza                                             |                                   | Polska Rzeczpospolita Ludowa      | Polska Rzeczpospolita Ludowa                                             |
| 1989–1998 | województwo opolskie, gmina Lubrza                                             | Polska                            | Rzeczpospolita Polska             | Rzeczpospolita Polska                                                    |
| od 1999   | województwo opolskie, powiat prudnicki, gmina Lubrza                           | Polska                            | Rzeczpospolita Polska             | Rzeczpospolita Polska                                                    |

## Liczba mieszkańców wsi
- 1793 – 365[46]
- 1871 – 743[47]
- 1885 – 823[48]
- 1905 – 782[49]
- 1910 – 797[50]
- 1933 – 743[51]
- 1939 – 774[51]
- 1966 – 716[52]
- 1998 – 594[53]
- 2002 – 545[53]
- 2008 – 547[53]
- 2011 – 513[53]
- 2012 – 515[7]
- 2013 – 511[7]

## Zabytki
Do wojewódzkiego rejestru zabytków wpisane są:
- kościół parafialny pw. św. Katarzyny, z 1600 r., wieża z 1857 r.
  - ogrodzenie z bramą
- plebania, z 1 poł. XIX w.
- kaplica, z 1 poł. XIX w.
- kapliczka (przy domu nr 33) z 1 poł. XIX w.
- dwie kapliczki, z 1 poł. XIX w.
- dom nr 21, z 1 poł. XIX w.

Zgodnie z gminną ewidencją zabytków w Dytmarowie chronione są ponadto:
- układ ruralistyczny, z XIII/XIV w.
- szkoła, nr 1A, z ok. 1910–1920 r.
- budynek mieszkalny nr 2, z l. 30. XX w.
- budynek mieszkalno-gospodarczy nr 4, z 1 ćw. XX w.
- budynek mieszkalno-gospodarczy nr 6, z 1 ćw. XX w.
- wykusz, ob. budynek mieszkalno-gospodarczy nr 31A, z XIX/XX w.
- budynek inwentarski nr 32A, z XIX/XX w.
- budynek gospodarczy nr 32A, z XIX/XX w.
- budynek mieszkalny nr 32A, z pocz. XX w.
- budynek mieszkalny nr 32C, z 1 poł. XIX w.
- budynek mieszkalno-gospodarczy nr 33, z 1 ćw. XX w.
- budynek mieszkalny nr 38, z pocz. XX w.
- przedszkole, nr 39, z 1 ćw. XX w.
- budynek mieszkalno-gospodarczy, d. wycug, nr 48A, z 1 ćw. XX w.
- budynek mieszkalno-usługowy nr 62, z XIX/XX w.
- cmentarz w zespole kościoła, z XVI, XVIII w.

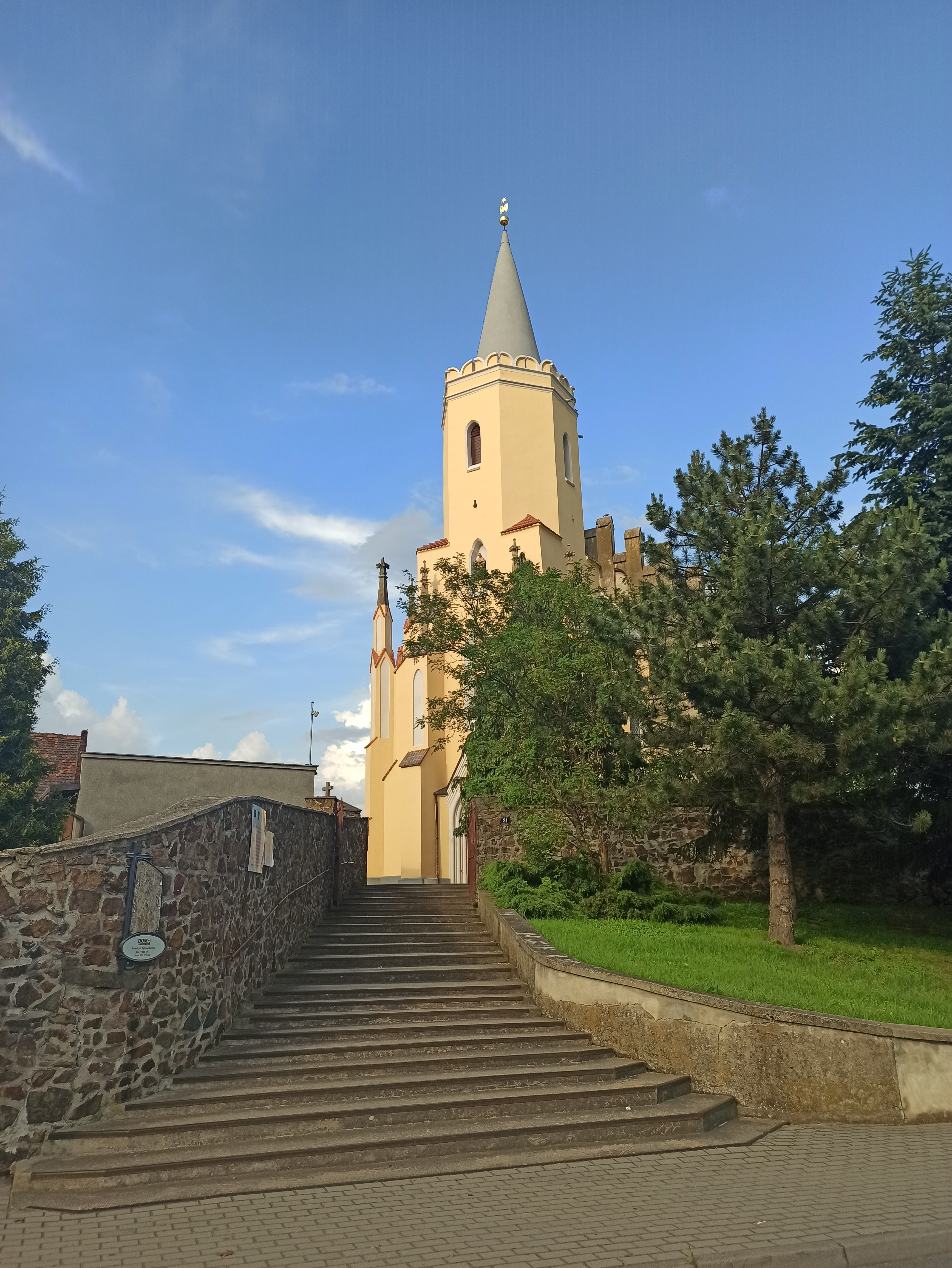
Kościół pw. św. Katarzyny
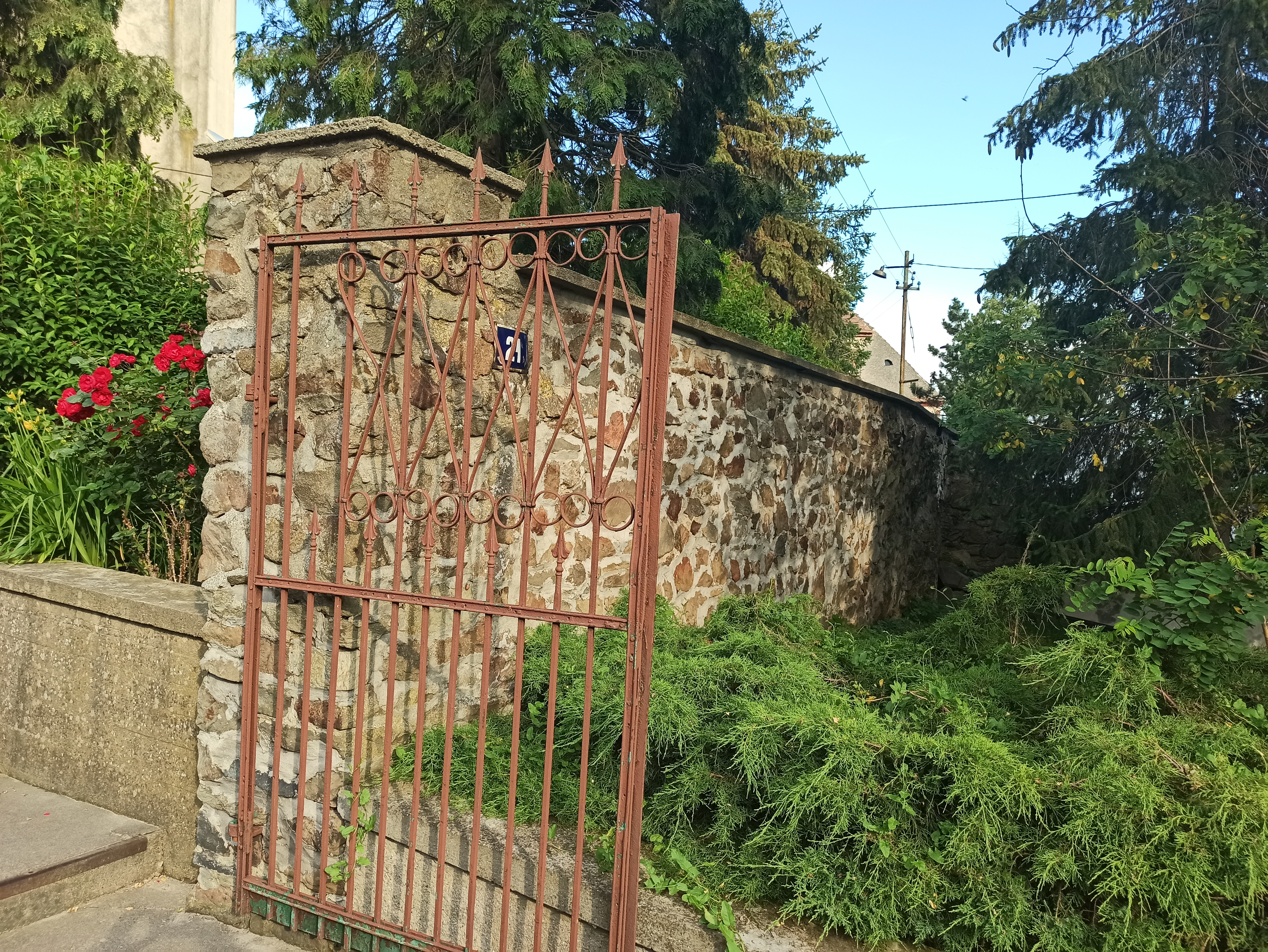
Ogrodzenie z bramą kościoła
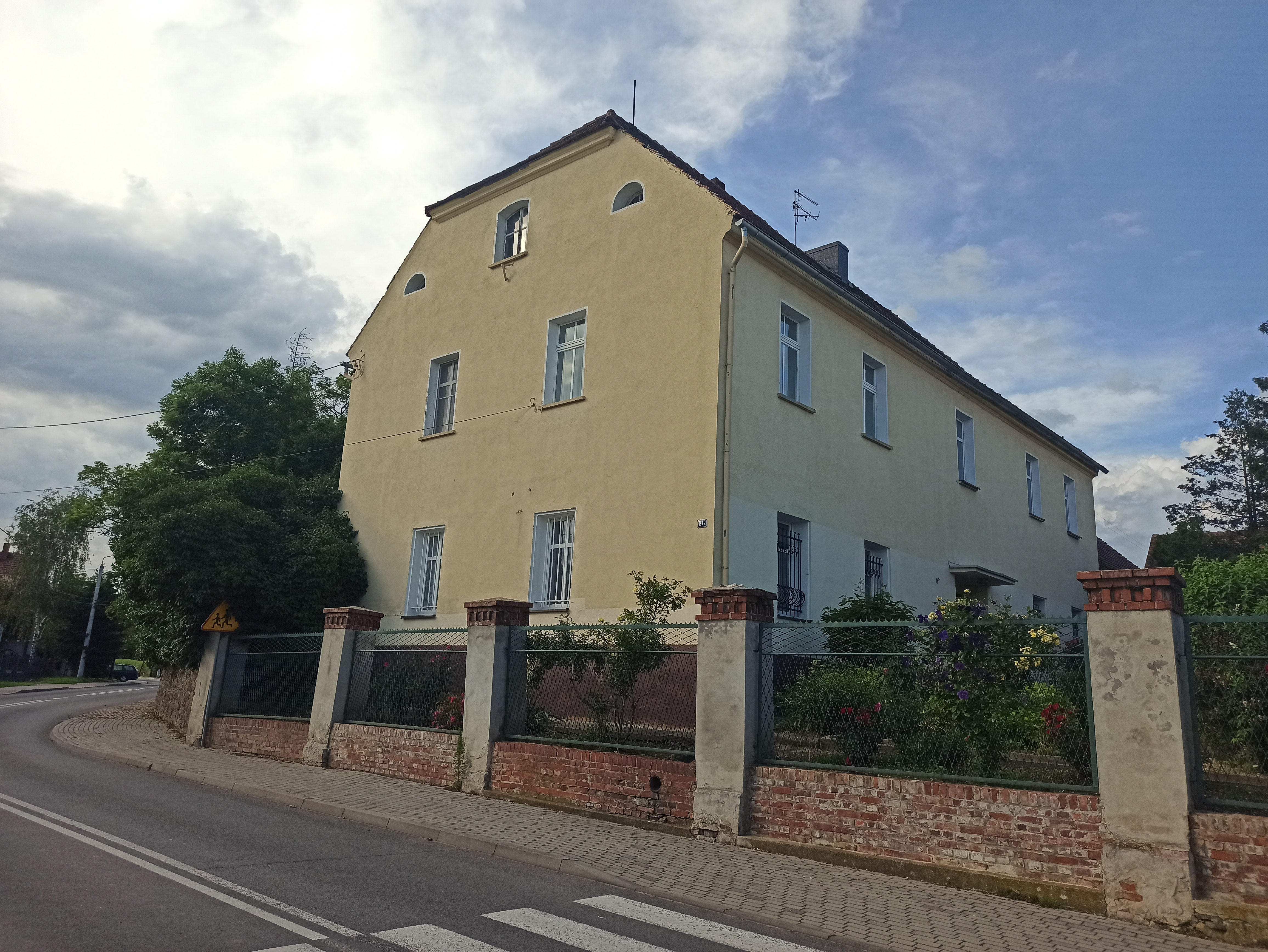
Plebania
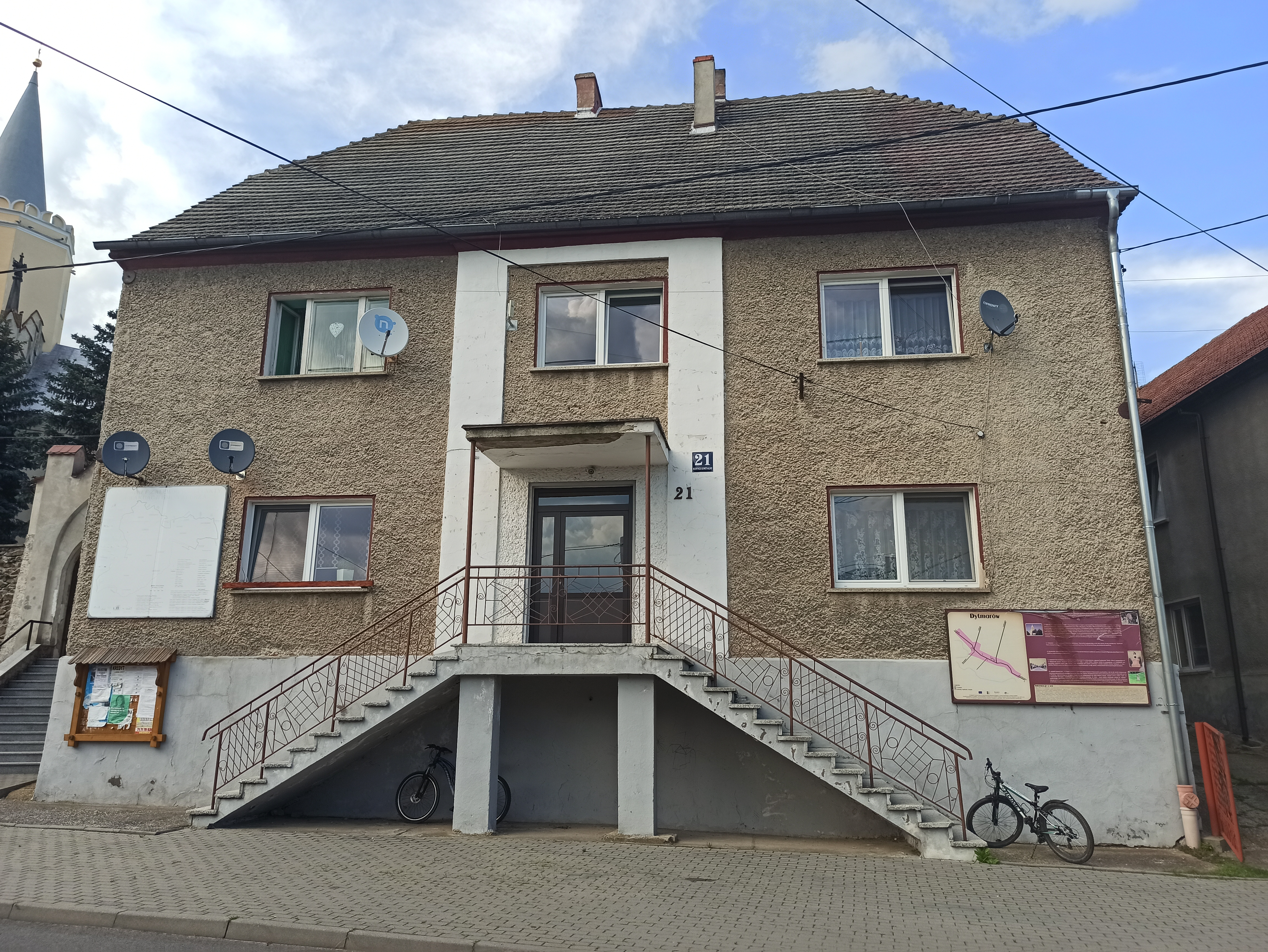
Biblioteka publiczna, nr 21
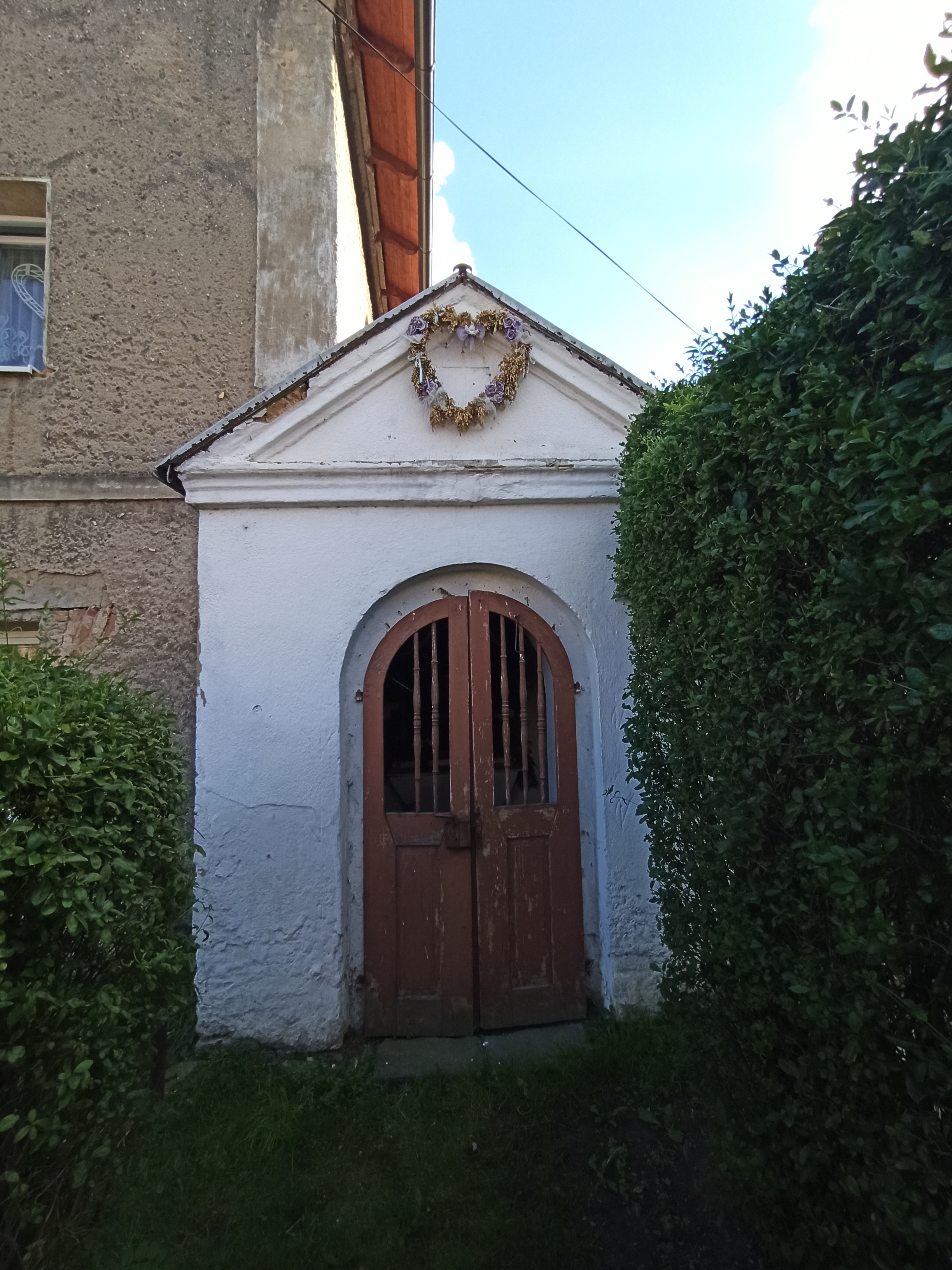
Kaplica
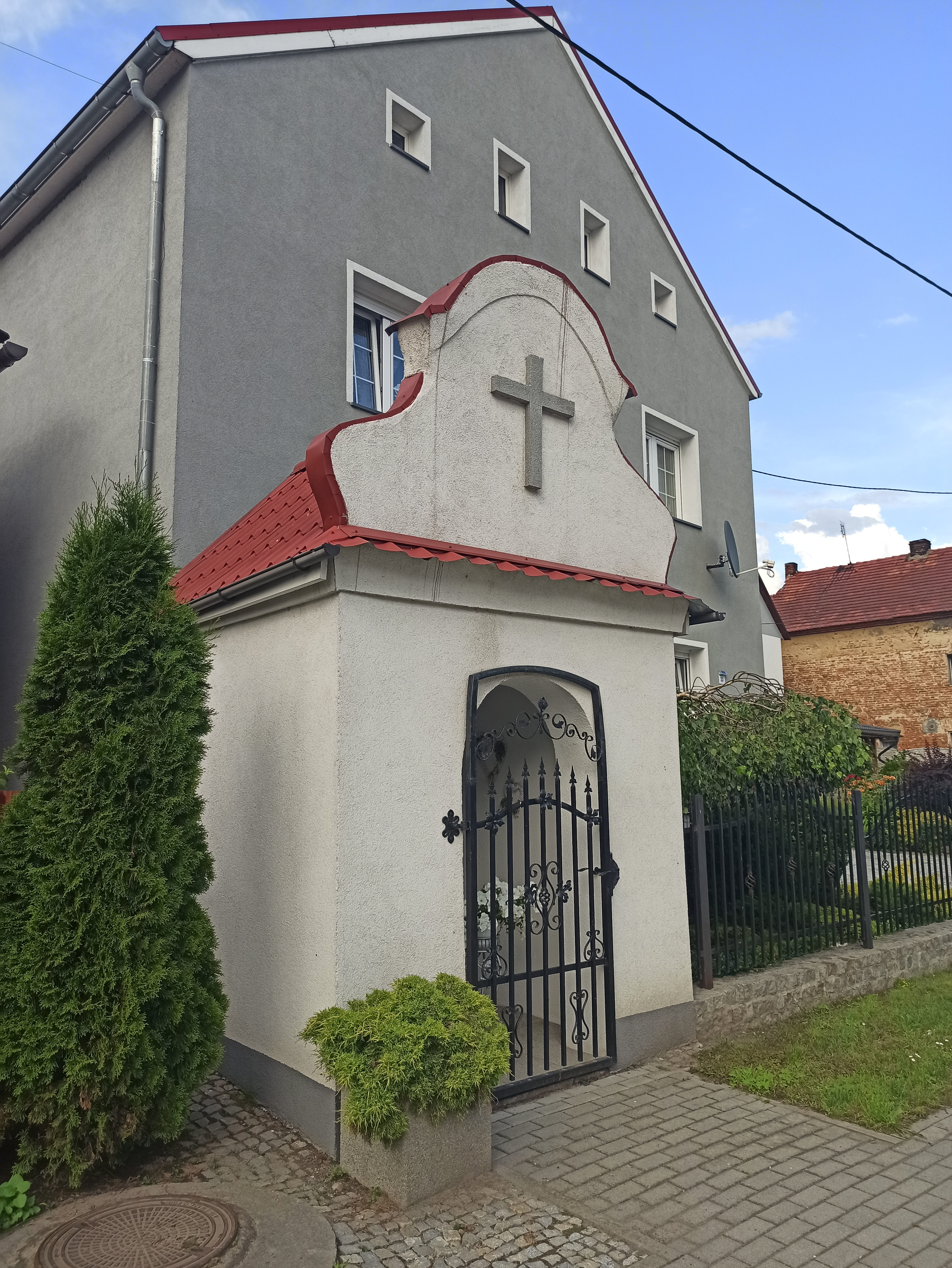
Kaplica
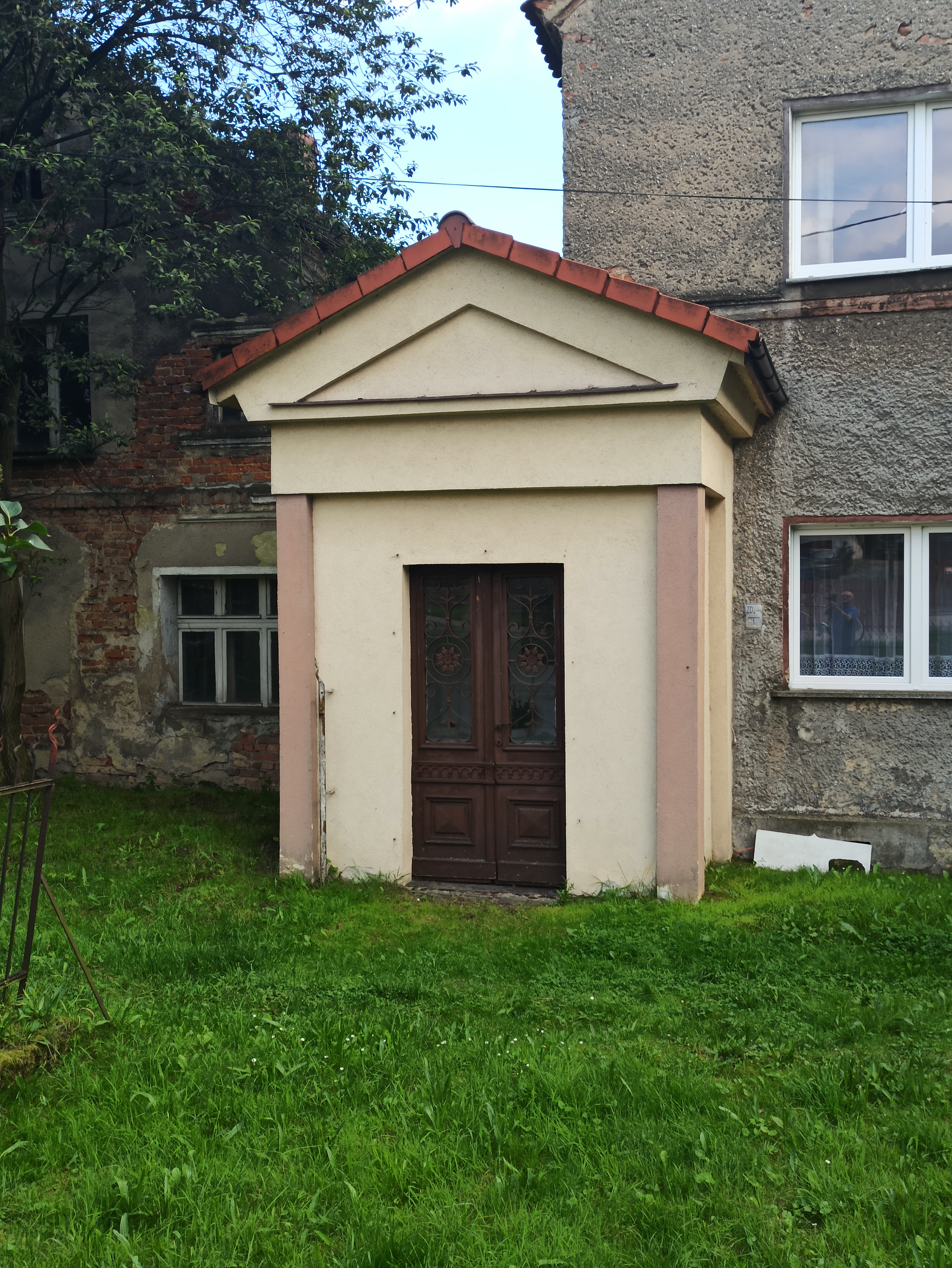
Kaplica

## Pomniki i obiekty upamiętniające
- Pomnik poległych w I wojnie światowej – pomnik w kamiennym murze kościelnym w Dytmarowie powstały w latach 20. XX wieku jako upamiętnienie mieszkańców wsi, którzy polegli w I wojnie światowej. Składa się z płyty, na której wypisano nazwiska 35 osób. Po 1945 został zamalowany cementem, napisy stały się nieczytelne, a plac zarósł krzewami, które zasłoniły pomnik. W 2011 pomnik został odrestaurowany, a jego otoczenie zostało uporządkowane[29].

## Gospodarka
W Dytmarowie siedzibę ma firma Usługi Remontowo-Budowlane Bochenek Piotr, zrzeszona w Cechu Rzemieślników i Przedsiębiorców w Prudniku.

## Transport

### Transport drogowy

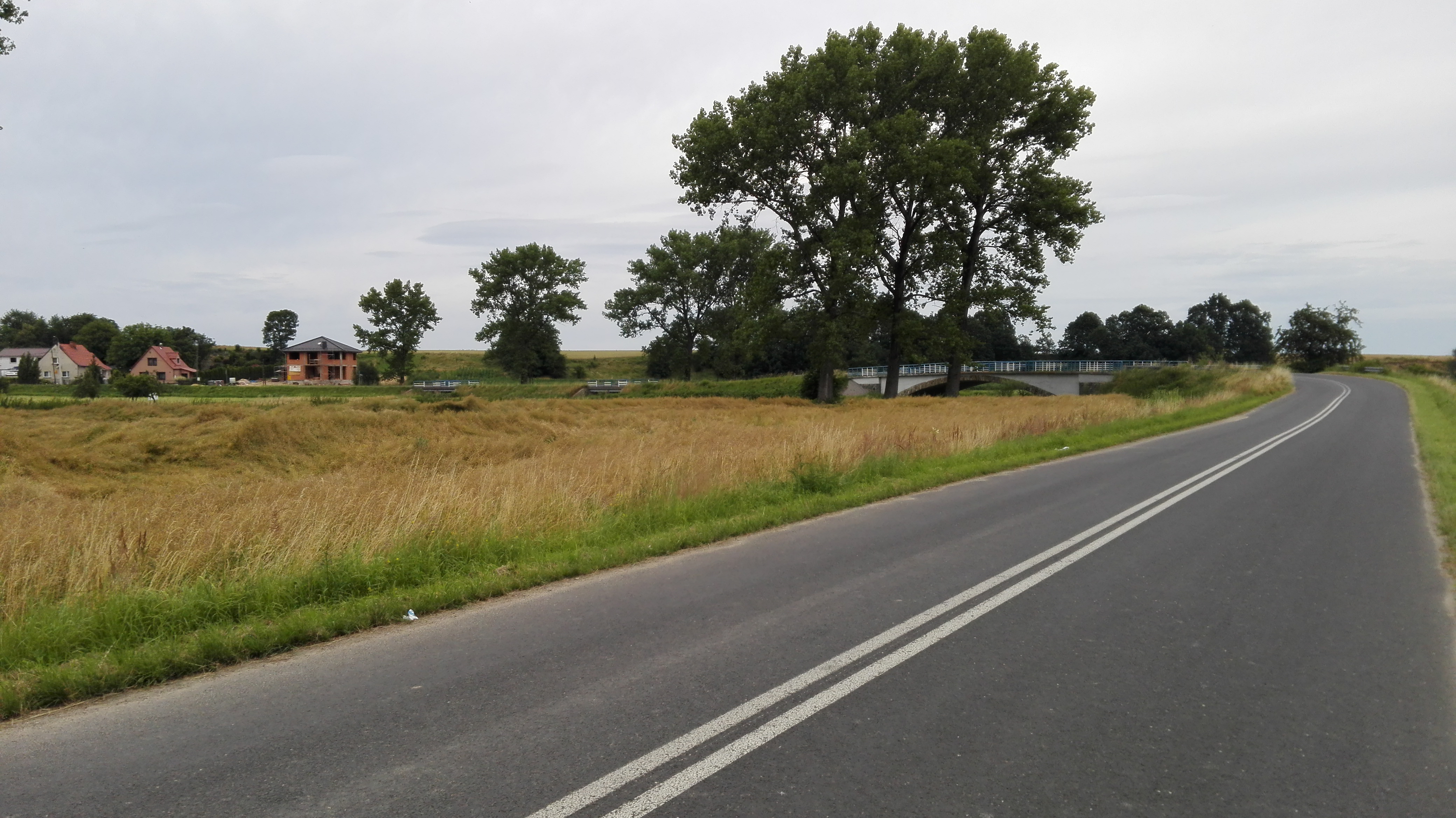
Wjazd do Dytmarowa od Krzyżkowic

Z Dytmarowa prowadzi polna (asfaltowa po stronie czeskiej) droga do Slezskich Pavlovic. W zarządzie Wydziału Drogownictwa Starostwa Powiatowego w Prudniku znajduje się drogi powiatowe: nr 1253O relacji Dytmarów-Stacja – Dytmarów oraz nr 1615O relacji Trzebina – Skrzypiec – Dytmarów – Krzyżkowice – granica z Czechami.
Dytmarów posiada połączenia autobusowe z Głogówkiem, Głubczycami, Głuchołazami, Kędzierzynem-Koźlem, Lubrzą, Nowym Browińcem, Prudnikiem.

### Transport kolejowy

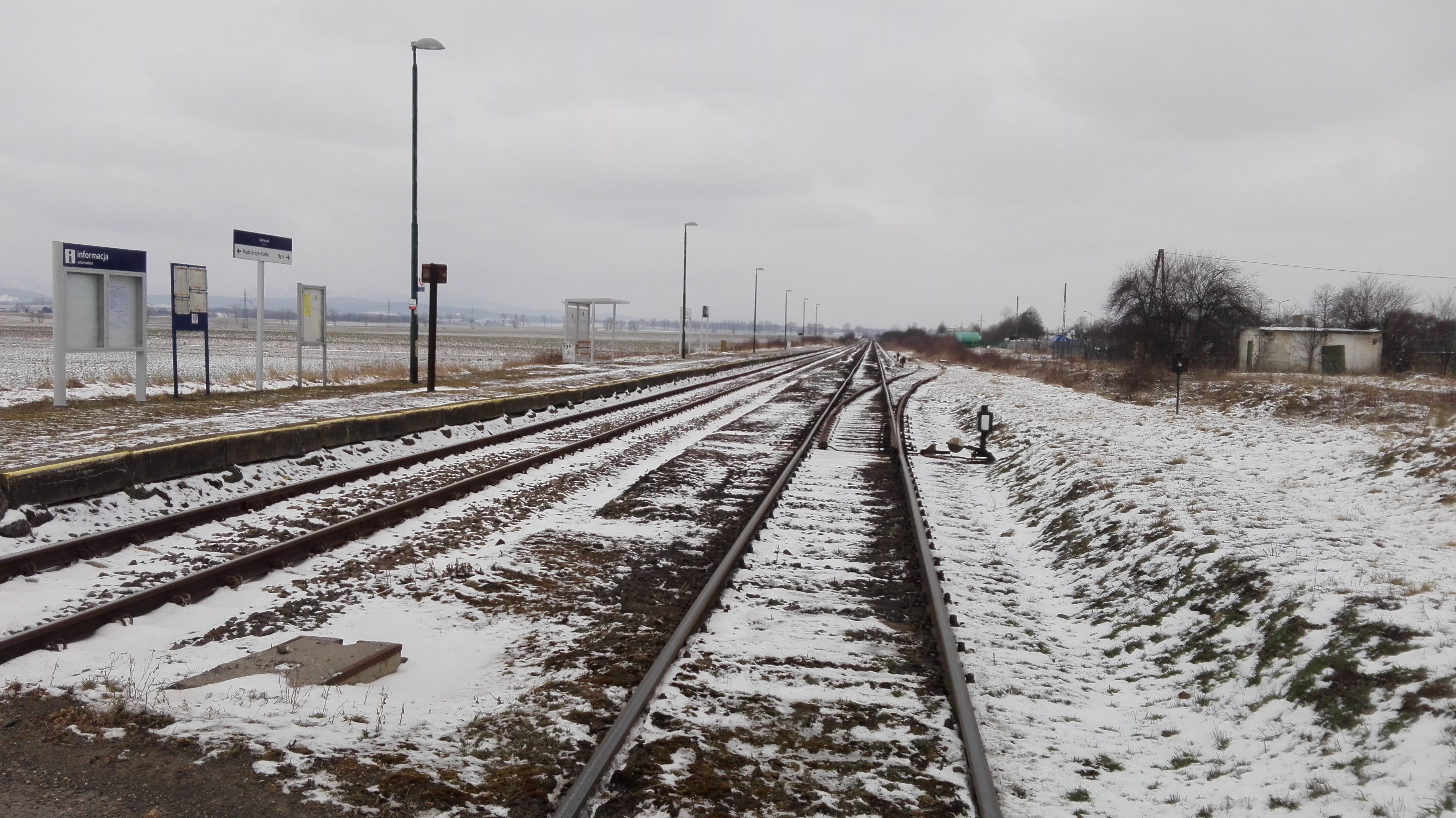
Przystanek kolejowy w Dytmarowie

W miejscowości znajduje się przystanek kolejowy. Z Dytmarowa odjeżdżają pociągi Polregio, do Brzegu, Kędzierzyna-Koźla, Kłodzka, Nysy.
Linia kolejowa nr 137 relacji Katowice – Legnica, zwana magistralą podsudecką, została doprowadzona do Dytmarowa w 1876. Połączyła ona uprzemysłowione miasta Przedgórza Sudeckiego z kopalniami Górnego Śląska. Została zaliczona do linii pierwszorzędnych o najważniejszym znaczeniu państwowym.

## Oświata
W Dytmarowie pod adresem Dytmarów 1a/1 znajduje się Niepubliczna Szkoła Podstawowa. Szkoła w Dytmarowie została otwarta 25 lipca 1945. W 1986 otrzymała imię Wojsk Ochrony Pogranicza, a w 1987 nadano jej sztandar. W 2011 rozpoczęła działalność jako szkoła niepubliczna, prowadzona przez stowarzyszenie.

## Religia

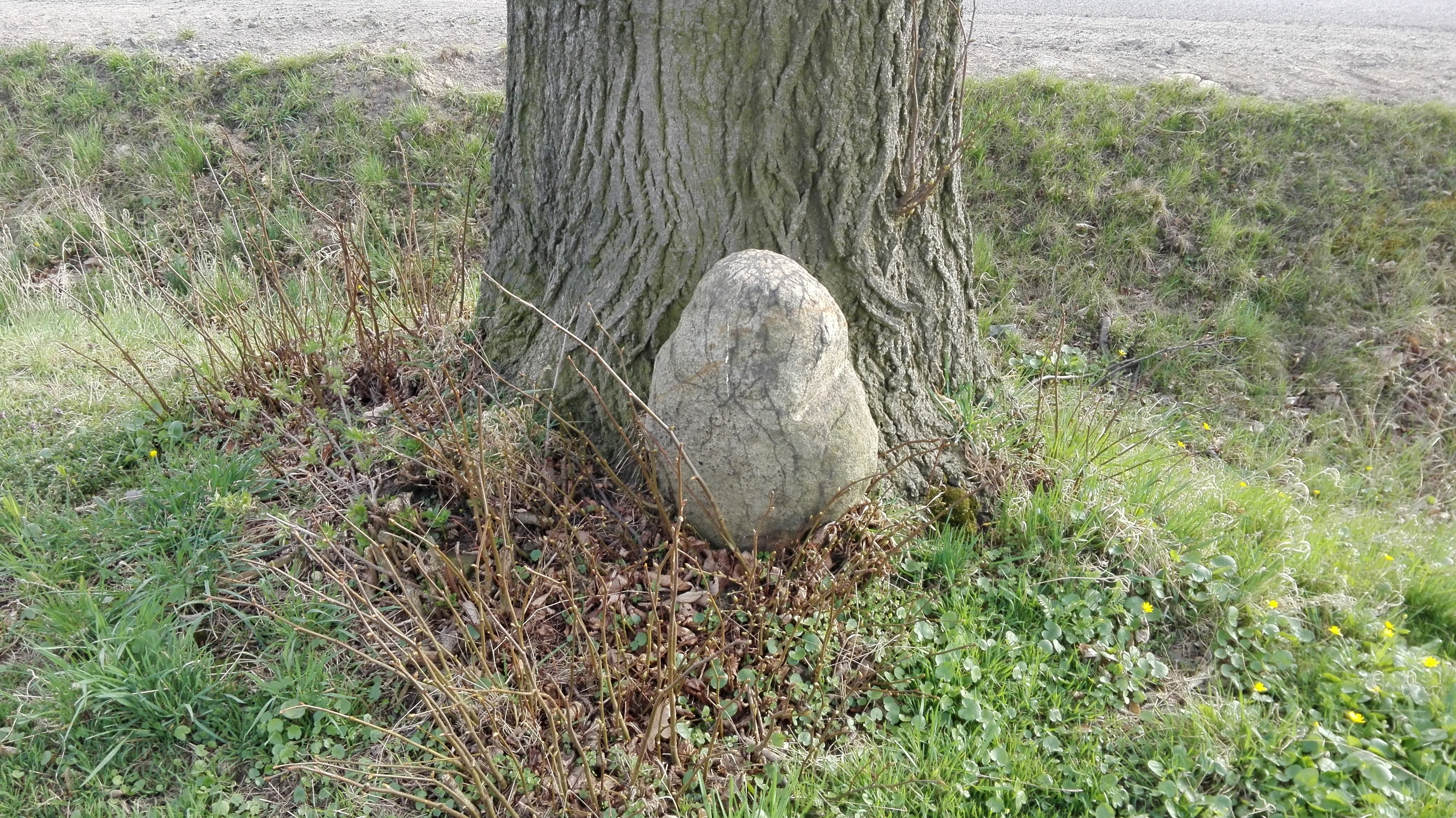
Krzyż pokutny

W Dytmarowie znajduje się katolicki kościół św. Katarzyny, który jest siedzibą parafii św. Katarzyny (dekanat Prudnik). Naprzeciwko kościoła znajduje się kamienna polichromowana figura św. Jana Nepomucena na baniastym cokole z wolutami z XVIII wieku.
Przy drzewie na skrzyżowaniu dróg Prudnik–Krzyżkowice i Lubrza–Skrzypiec postawiono nieforemny granitowy krzyż pokutny. Według podań, powstał on w miejscu zabicia szwedzkiego lub pruskiego oficera w czasie wojen napoleońskich, lub w miejscu, w którym owczarz podczas kłótni zabił drugiego owczarza.
Przy budynku szkoły znajduje się figura św. Józefa z Dzieciątkiem, a przy skrzyżowaniu – krzyż z 1913.

## Sport

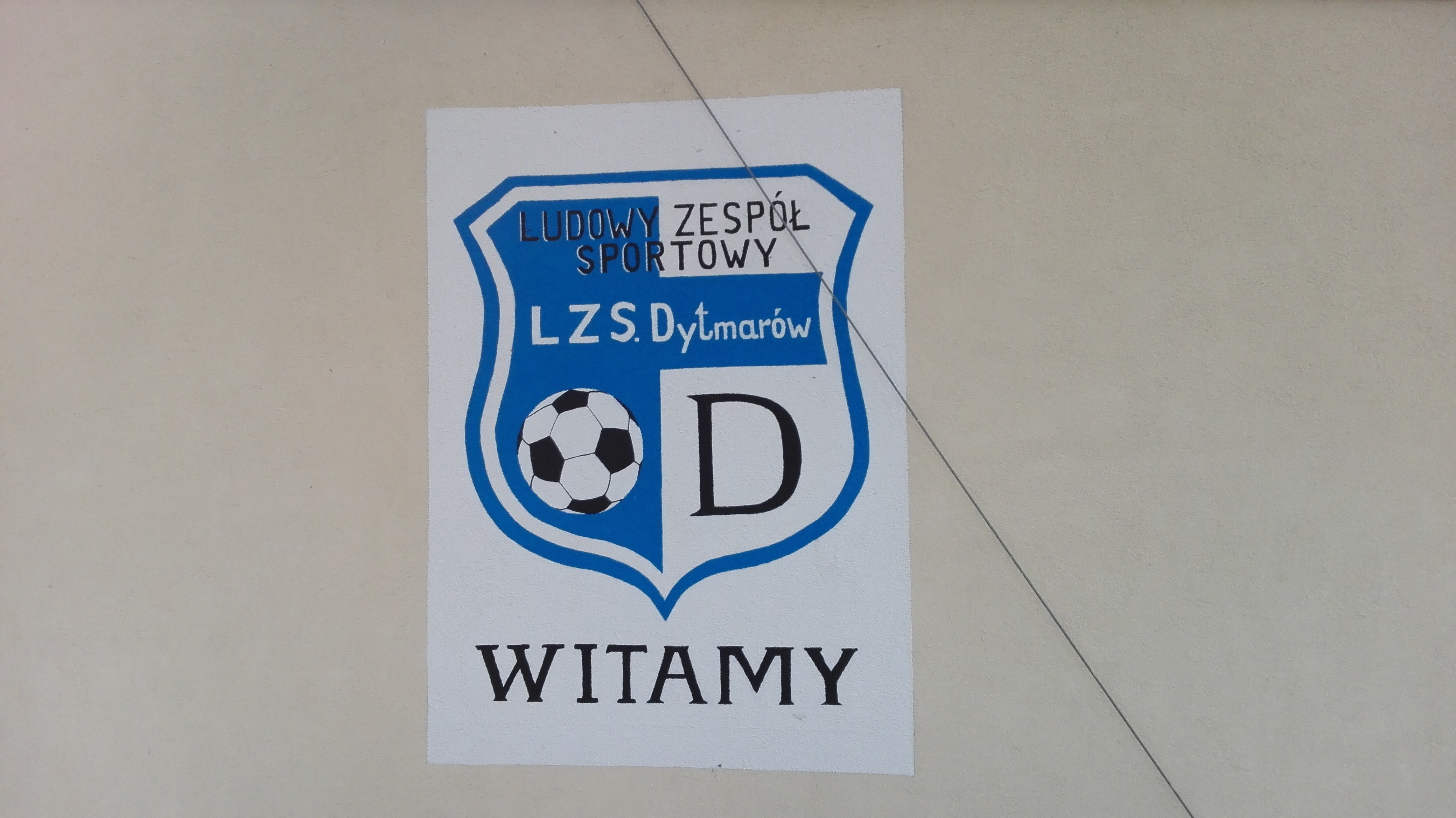
Mural LZS Dytmarów

We wsi funkcjonuje klub piłkarski LZS Dytmarów, założony 10 lipca 1963. W przeszłości posiadał również sekcje piłki ręcznej, kolarstwa i tenisa stołowego. W 2005, z okazji 60. rocznicy istnienia Podokręgu Związku Piłki Nożnej w Prudniku, klub otrzymał pamiątkowy puchar. W Dytmarowie, przy drodze do Skrzypca, znajduje się boisko sportowe przeznaczone do piłki nożnej. Przy budynku Szkoły Podstawowej znajduje się wielofunkcyjne boisko do gry.

## Polityka
W szkole podstawowej w Dytmarowie swoją siedzibę ma Obwodowa Komisja Wyborcza, do której należy sołectwo Dytmarów. W referendum w 2003 mieszkańcy Dytmarowa opowiedzieli się za przystąpieniem Polski do Unii Europejskiej.
W wyborach parlamentarnych do Sejmu w 2005 we wsi wygrała Samoobrona Rzeczpospolitej Polskiej. W 2007 i 2011 w Dytmarowie zwyciężyła Platforma Obywatelska. W 2015 i 2019 największą ilość głosów zdobyło Prawo i Sprawiedliwość. W 2023 łącznie większość głosów zdobyły partie: Koalicja Obywatelska, Trzecia Droga, Nowa Lewica.
W wyborach prezydenckich w 2005 mieszkańcy Dytmarowa opowiedzieli się za Lechem Kaczyńskim, w 2010 za Bronisławem Komorowskim, w 2015 i 2020 za Andrzejem Dudą, a w 2025 za Rafałem Trzaskowskim.

## Turystyka
Oddział PTTK „Sudetów Wschodnich” w Prudniku ustanowił turystyczną Odznakę Krajoznawczą Ziemi Prudnickiej, którą zdobywa się poprzez zwiedzenie odpowiedniej liczby obiektów w miejscowościach położonych na ziemi prudnickiej, w tym w Dytmarowie.
12 i 16 lipca 2010, w ramach organizowanego w Prudniku VI Europejskiego Tygodnia Turystyki Rowerowej, w którym wzięli udział rowerzyści z całej Europy, przez Dytmarów prowadziły trasy „Szlakiem Pielgrzyma” i „Szlakiem pogranicza polsko-czeskiego”.

### Szlaki rowerowe
Przez Dytmarów prowadzi szlak rowerowy:
- Trasa rowerowa PTTK nr 266-z: Lubrza – Olszynka – Laskowice – Dytmarów-Stacja – Dytmarów – Krzyżkowice – góra Kłobuczek – Trzebina – Prudnik-Las – Trzebina – Skrzypiec – Jasiona – Lubrza

## Służba zdrowia

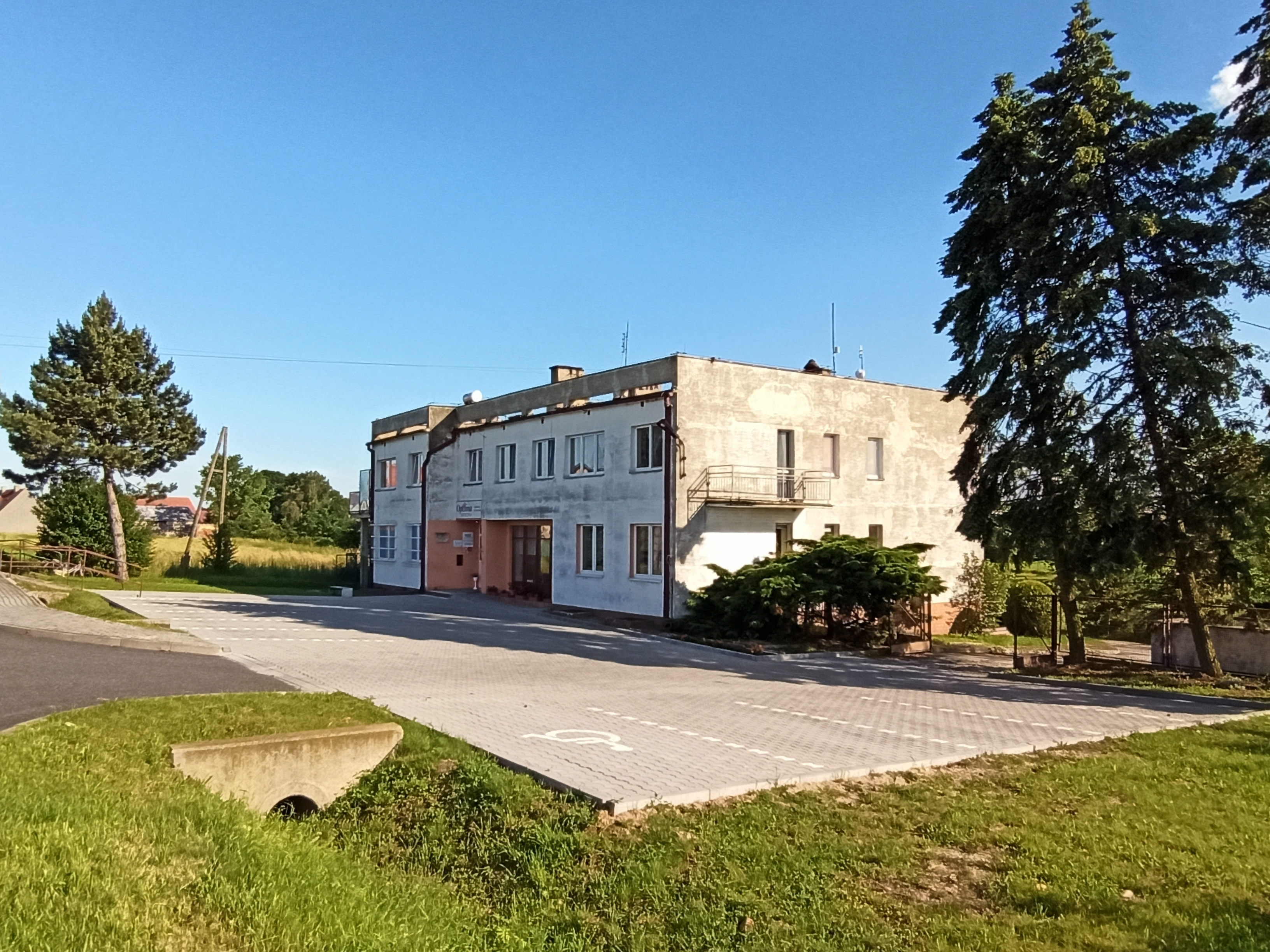
Przychodnia lekarska

W Dytmarowie pod numerem 2A znajduje się przychodnia lekarska, w której usługi medyczne świadczy firma Larkmed. Pomieszczenia przychodni lekarskiej w Dytmarowie są własnością gminy Lubrza.

## Bezpieczeństwo

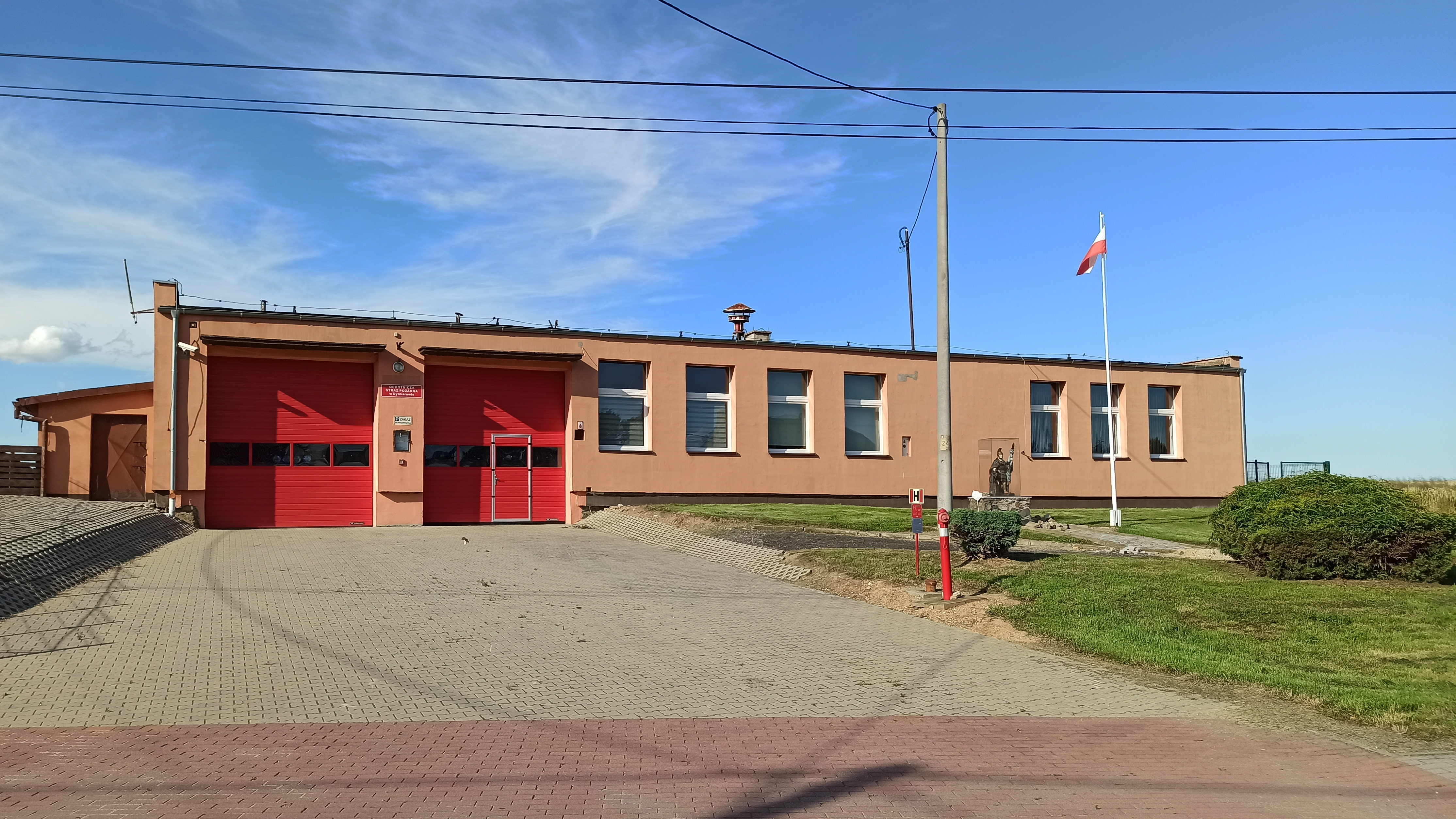
Remiza OSP Dytmarów

W zakresie ochrony przeciwpożarowej oraz innych miejscowych zagrożeń w Dytmarowie działa jednostka Ochotniczej Straży Pożarnej, włączona w krajowy system ratowniczo-gaśniczy.
Miejscowość jest pod opieką dzielnicowego rejonu służbowego nr 8 Komendy Powiatowej Policji w Prudniku.
Teren wsi, jak i całej gminy Lubrza, położony jest w strefie nadgranicznej w związku z czym Straż Graniczna dysponuje, na tym obszarze, specjalnymi kompetencjami w zakresie bezpieczeństwa. Gminę Lubrza obejmuje zasięgiem służbowym placówka Straży Granicznej w Opolu ze Śląskiego Oddziału SG.

## Ludzie związani z Dytmarowem
- Jerzy Simon (1873–1945) – franciszkanin, zabity przez żołnierzy Armii Czerwonej, urodzony w Dytmarowie
- Jerzy Dziadkowiec (ur. 1949) – kajakarz, urodzony w Dytmarowie